# Seki (miasto)
Seki (jap. 関市 Seki-shi) – miasto w prefekturze Gifu na wyspie Honsiu (Honshū), w Japonii.

## Historia
Miasto Seki (znane jako „Miasto Ostrzy”) rozwijało się wraz z rozwojem wytwarzania swoich mieczy. Uważa się, że pionier kowalstwa o imieniu Motoshige przybył na te tereny prawdopodobnie w latach 1229–1261 w okresie Kamakura (1185–1333), a w okresie Muromachi-Ashikaga (1336–1573) było już ponad 300 kowali. Byli oni wysoko cenieni przez samurajów, którzy faworyzowali katany Seki ze względu na ich jakość w okresie zaciętych walk klanowych o wpływy poszczególnych daimyō, zwanym Sengoku (1467–1573). 
Kiedy nadeszły zmiany cywilizacyjne w wyniku restauracji Meiji w 1868 roku i zakazano używania mieczy, miasto skoncentrowało się na produkcji: noży kuchennych, nożyczek i innych rodzajów ostrzy. Stały się one popularne zarówno wśród Japończyków, jak i przyjeżdżających obecnie turystów zagranicznych.
Produkcja mieczy, noży i sztućców jest tak związana z miastem, że działają w nim stowarzyszenia, instytucje i muzea prezentujące i promujące te wyroby. Organizowane są m.in. pokazy i bogaty w wydarzenia festiwal: Seki Cutlery Association, Seki Traditional Swordsmith Museum (Seki Kaji Denshōkan), October Cutlery Festival (Seki-shi Hamono Matsuri), w tym Seki Outdoor Knife Show. Turyści mogą obejrzeć tysiące wyrobów i dokonać zakupów. Co roku w dniu 2 stycznia można obejrzeć ceremonię Uchizome-shiki upamiętniającą pierwsze kucie w roku, podczas której kowale mieczy w swoich tradycyjnych białych strojach i kują surową stal wielkimi młotami.

## Tradycje miecznictwa
Miasto Seki jest – obok niemieckiego Solingen i angielskiego Sheffield – jednym z trzech głównych obszarów produkcji sztućców na świecie. Około trzystu firm zajmuje się handlem nimi i odpowiada za około połowę całego japońskiego eksportu tego rodzaju wyrobów.
Jednym z mistrzów tego rzemiosła był Kanemoto Magoroku. Uważa się, że daimyō prowincji Mino (ob. południowa część prefektury Gifu), Dōsan Saitō (1494–1556), podarował miecz wykuty przez Magoroku, wojownikowi i późniejszemu „zjednoczycielowi” Japonii, Nobunadze Oda (1534–1582), gdy ten poślubił jego córkę. 
Pisarz Yukio Mishima (1925–1970) posiadał jeden z mieczy tego mistrza i użył go do popełnienia samobójstwa w 1970 roku.

## Galeria

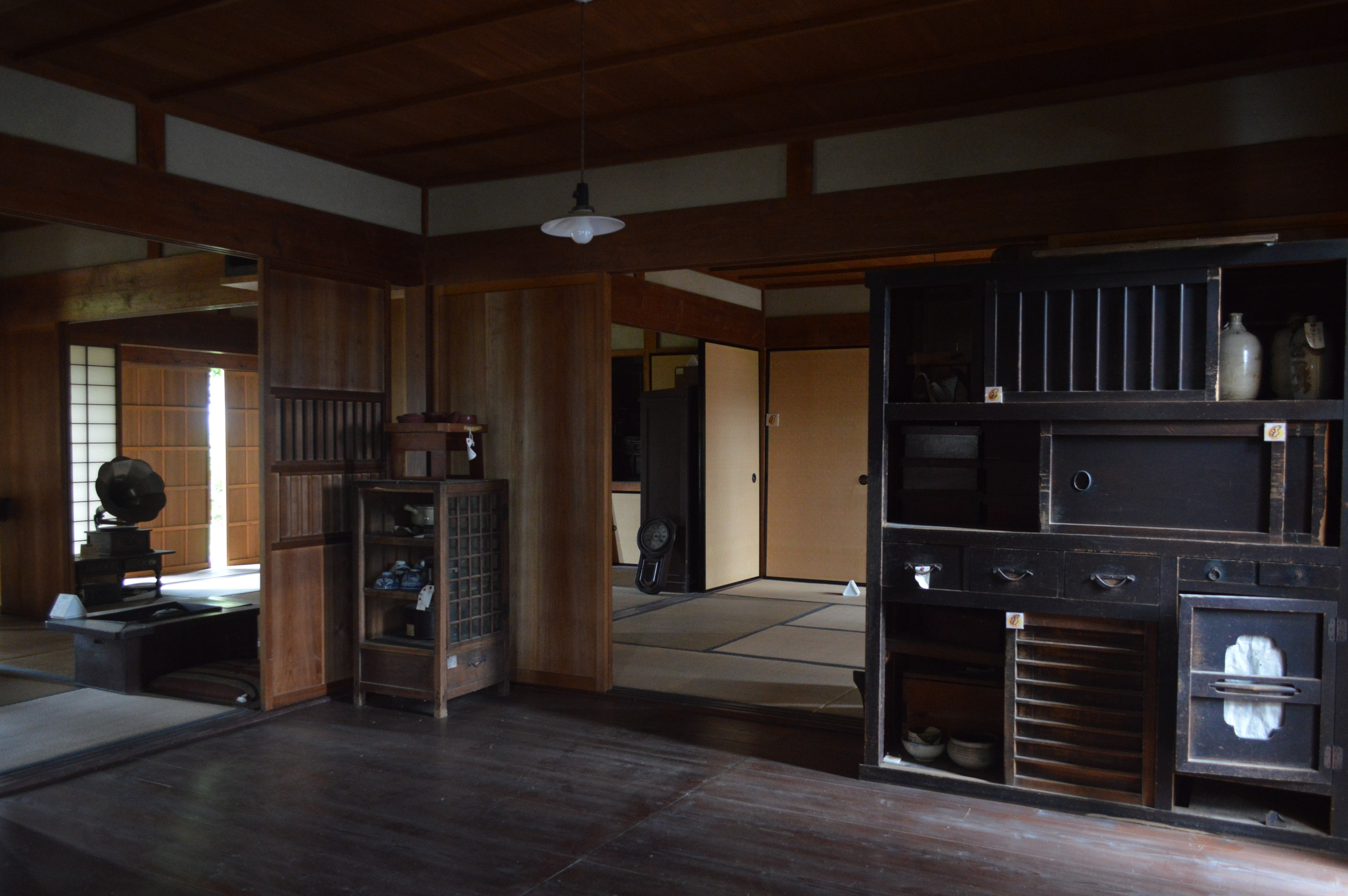
Mugegawa Folk Museum
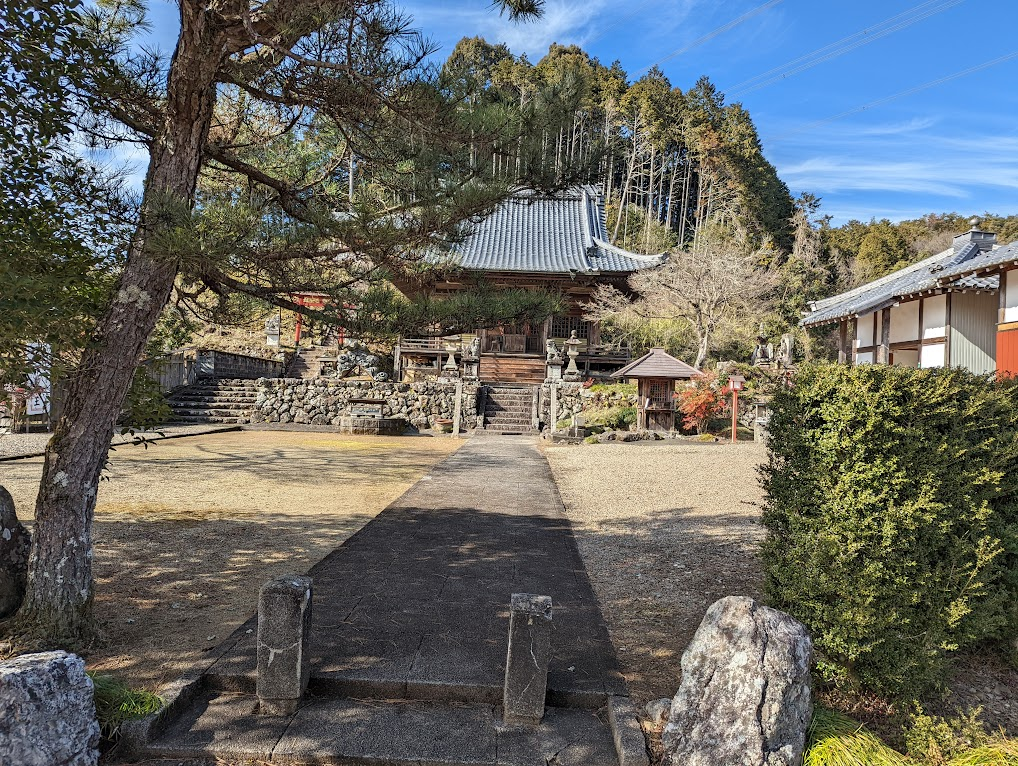
Świątynia Kōrin-ji, Seki (2022)
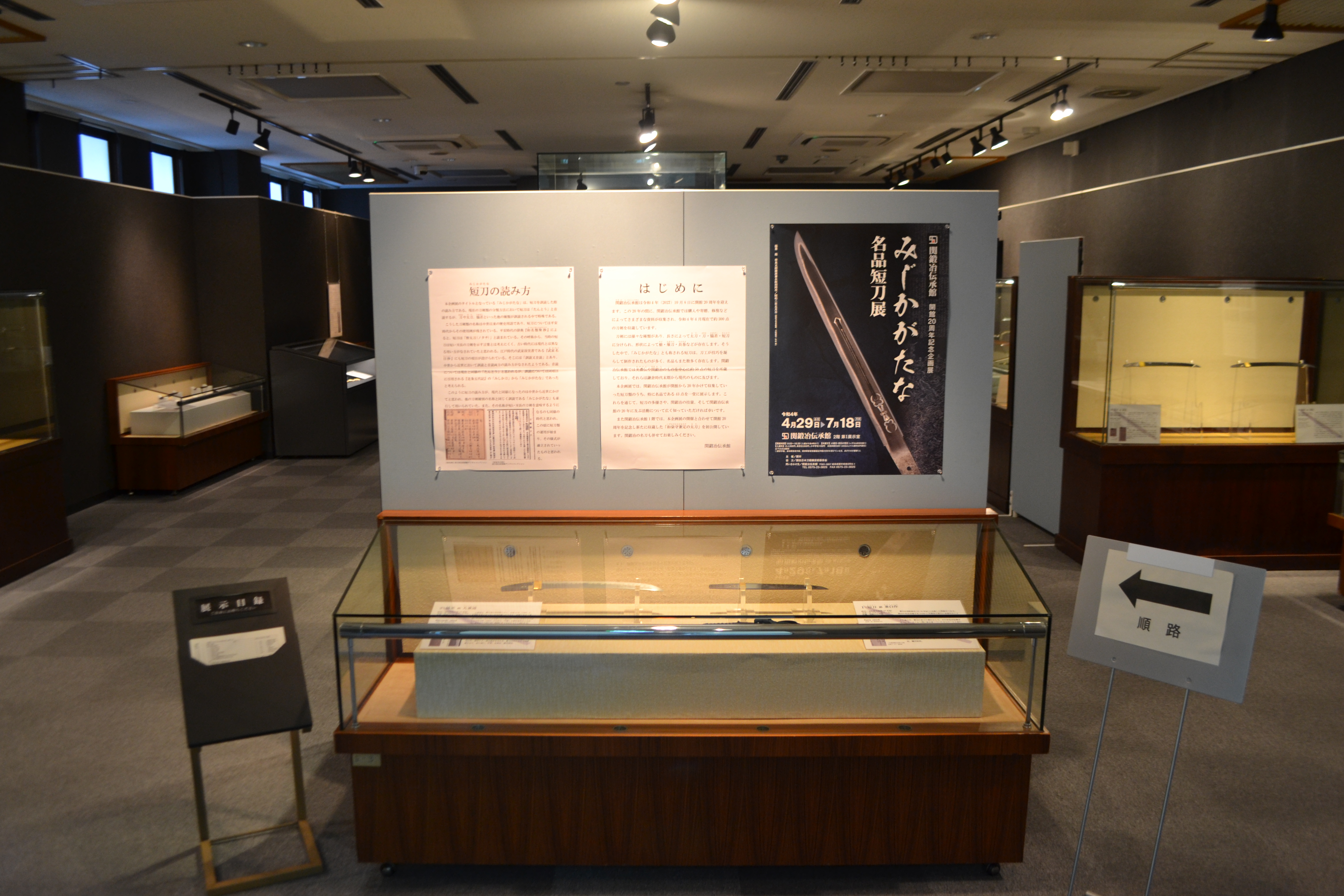
Muzeum mieczy Seki Kaji Denshōkan (2022)
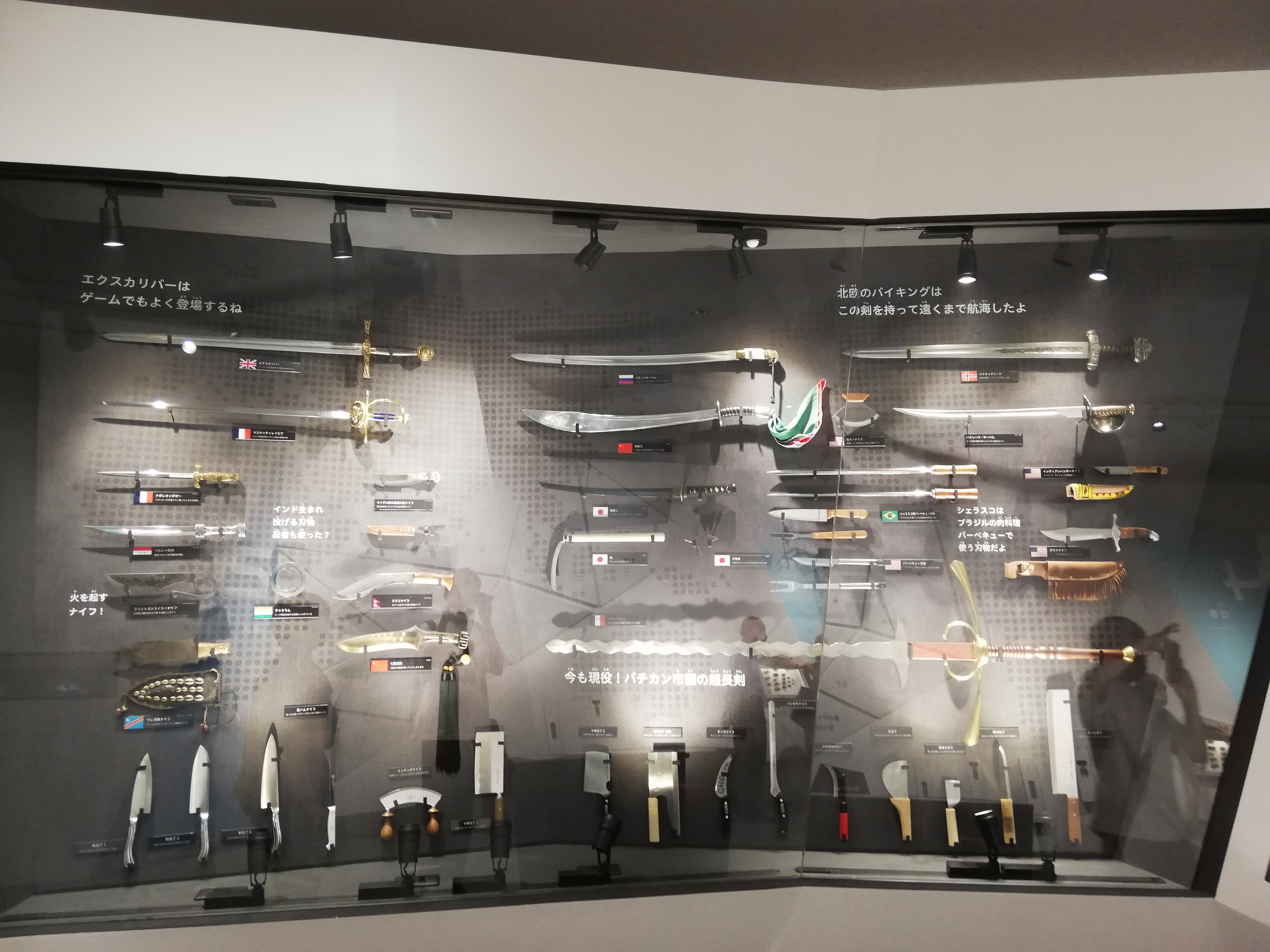
Muzeum mieczy (2021)